# Comisión Internacional de Unidades Radiológicas
La Comisión Internacional de Unidades y Medidas Radiológicas (ICRU) es un organismo de normalización establecido en 1925 por el Congreso Internacional de Radiología. Su objetivo es desarrollar recomendaciones internacionalmente aceptables para las cantidades y unidades de radiación y la radiactividad, así como los procedimientos de medición asociados y datos físicos.
| Cantidad             | Nombre                 | Símbolo | Unidad                  | Año  |
| -------------------- | ---------------------- | ------- | ----------------------- | ---- |
| Exposición (X)       | röntgen                | R       | esu / 0.001293 g of air | 1928 |
| Dosis absorbidas (D) |                        |         | erg•g−1                 | 1950 |
| Dosis absorbidas (D) | rad                    | rad     | 100 erg•g−1             | 1953 |
| Dosis absorbidas (D) | gray                   | Gy      | J•kg−1                  | 1974 |
| Activity (A)         | curie                  | c       | 3.7 × 1010 s−1          | 1953 |
| Activity (A)         | becquerel              | Bq      | s−1                     | 1974 |
| Dose equivalent (H)  | röntgen equivalent man | rem     | 100 erg•g−1             | 1971 |
| Dose equivalent (H)  | sievert                | Sv      | J•kg−1                  | 1977 |
| Fluence (Φ)          | (reciprocal area)      |         | cm−2 or m−2             | 1962 |